# Gai Senti Saturní (cònsol any 4)
Gai Senti Saturní (en llatí Caius Sentius Saturninus) va ser un magistrat romà fill de Gai Senti Saturní, cònsol l'any 19 aC.
Va ser llegat del seu pare a Síria cap als anys 9 aC a 6 aC.
Va ser elegit cònsol romà juntament amb Sext Eli Cat l'any 4, any en què va ser aprovada la llei Elia Sentia (Aelia Sentia). August el va nomenar governador de Germània i va servir amb distinció a les ordes de Tiberi (després emperador) en la seva campanya contra els germànics. August li va concedir ornaments triomfals. Eutropi el situa a la Conquesta romana de Britànnia malgrat que la seva qualitat d'ex cònsol podia haver estat massa alta per anar-hi, i potser havia acompanyat Claudi més tard.